# The Player
 Ikke at forveksle med Player (film).
The Player er en amerikansk film fra 1992 instrueret af filminstruktøren Robert Altman. Filmen er en filmatisering af Michael Tolkins roman af samme navn fra 1988. Tolkin havde tillige skrevet manuskriptet til filmen. Filmen handler om Griffin Mill (Tim Robbins), en direktør i et Hollywood filmstudie, der myrder en ung lovende manuskriptforfatter, da han mener, at han sender ham dødstrusler.
The Player indeholder mange referencer til andre film og har mange interne Hollywood-vittigheder, og der medvirker omkring 60 Hollywood-kendisser i filmen. Altman udtalte, at filmen er "meget mild satire", og at filmen ikke fornærmer nogen.

## Medvirkende
- Tim Robbins som Griffin Mill
- Greta Scacchi som June Gudmundsdottir
- Fred Ward som Walter Stuckel
- Whoopi Goldberg som Detective Avery
- Peter Gallagher som Larry Levy
- Brion James som Joel Levison
- Cynthia Stevenson som Bonnie Sherow
- Vincent D'Onofrio som David Kahane
- Dean Stockwell som Andy Civella
- Richard E. Grant som Tom Oakley
- Sydney Pollack som Dick Mellon
- Lyle Lovett som Detective DeLongpre
- Dina Merrill som Celia

### Gæsteoptrædener
De fleste af de mange Hollywood-kendisser, der optræder som sig selv i filmen optræder gratis.
| - Steve Allen - Richard Anderson - Rene Auberjonois - Harry Belafonte - Shari Belafonte - Karen Black - Michael Bowen - Gary Busey - Robert Carradine - Charles Champlin - Cher | - James Coburn - Cathy Lee Crosby - John Cusack - Brad Davis - Paul Dooley - Peter Falk - Felicia Farr - Katarzyna Figura - Louise Fletcher - Dennis Franz | - Teri Garr - Leeza Gibbons - Scott Glenn - Jeff Goldblum - Elliott Gould - Joel Grey - David Alan Grier - Buck Henry - Anjelica Huston - Kathy Ireland | - Steve James - Sally Kellerman - Sally Kirkland - Jack Lemmon - Marlee Matlin - Andie MacDowell - Malcolm McDowell - Jayne Meadows - Martin Mull - Nick Nolte | - Alexandra Powers - Bert Remsen - Burt Reynolds - Jack Riley - Julia Roberts - Mimi Rogers - Annie Ross - Alan Rudolph - Scott Shaw - Jill St. John | - Susan Sarandon - Adam Simon - Rod Steiger - Patrick Swayze - Joan Tewkesbury - Brian Tochi - Lily Tomlin - Robert Wagner - Ray Walston - Bruce Willis - Marvin Young |

### Åbningsscene
Åbningsscenen varer 7 minutter og 47 sekunder, og er taget i et skud uden nogen afbrydelser eller klip. Scenen blev taget 15 gange før den lykkedes og er en reference til Orson Welles' Touch of Evil og Alfred Hitchcocks Rebet (der begge nævnes i The Players' åbningsscene).

### Intim scene
Altman modtog ros for en sex scene, hvor Robbins og Greta Scacchi filmes fra nakken og op. Scacchi hævdede senere, at Altman havde ønsket en nøgenscene, men at det var hendes nægtelse, der førte til den endelige form.

## Modtagelse og priser
Filmen modtog positive anmeldelser og vendt en række europæiske filmpriser for "bedste instruktion", herunder priser ved BAFTA, Cannes Film Festival samt den danske Bodilprisen for bedste amerikanske film i 1993. Altman blev nomineret til en Oscar for bedste instruktør og en tilsvarende Golden Globe. Ved Golden Globe modtog filmen pris for "best comedy or musical" og manuskriptet blev nomineret til en Oscar for bedste originale manuskript og modtog en Edgar Award for manuskriptet. Tim Robbins modtog en Golden Globe for "best actor in a comedy or musical" og prisen for bedste skuespiller ved Cannes Film Festival.

## Notes
1. ↑  Navnet er anført på svensk og stammer fra Wikidata hvor navnet endnu ikke findes på dansk.
2. ↑  Tolkin, Michael, "The Player", 1st ed., New York : Atlantic Monthly Press, 1988. ISBN 0-87113-228-1
3. 1 2  DVD commentary on The Player.
4. 1 2  J.C. Maçek III (2012-11-09). "The Pragmatic Anarchy of the Long Take". PopMatters.
5. ↑  "Greta Scacchi: 'I'm done with taking off my clothes on screen'". Daily Telegraph. 25. juli 2008. Hentet 14. oktober 2012.
6. 1 2  "Festival de Cannes: The Player". festival-cannes.com. Hentet 2009-08-15.